# Mary Louisa Bruce
Mary Louisa Bruce, grevinna av Elgin, född 8 maj 1819, död 9 mars 1898, var vicedrottning av Indien 1862–1863 som gift med den brittiske vicekungen i Indien, James Bruce, 8:e earl av Elgin. Hon skrev och illustrerade dagböcker från sina internationella resor och vistelser i Kanada och Indien.